# Babita
Babita (Bombay, 20 april 1947) is een voormalig Indiaas actrice die voornamelijk in Hindi films speelde.

## Biografie
Babita maakte haar filmdebuut in 1966 met Dus Lakh, ze verwierf bekendheid met haar tweede film Raaz. In 1971 was ze te zien met debutant Randhir Kapoor in Kal Aaj Aur Kal, met wie de vonk oversloeg en ze hetzelfde jaar nog in het huwelijksbootje stapte. Na haar huwelijk was ze samen met hem te zien in Jeet, ze besloot haar carrière in 1973 te beëindigen wegens familietradities. Enkele films werden jaren later pas uitgebracht. Ze heeft twee dochters, actrices Karishma Kapoor en Kareena Kapoor.

## Filmografie
| Jaar | Film                    | Rol               | Opmerking            |
| ---- | ----------------------- | ----------------- | -------------------- |
| 1966 | Dus Lakh                | Rita              |                      |
| 1967 | Raaz                    | Sapna             |                      |
| 1967 | Farz                    | Sunita            |                      |
| 1968 | Kismat                  | Roma              |                      |
| 1968 | Haseena Maan Jayegi     | Archana           |                      |
| 1968 | Aulad                   | Bharti            |                      |
| 1969 | Tumse Achha Kaun Hai    | Asha              |                      |
| 1969 | Ek Shrimaan Ek Shrimati | Deepali Lakhanpal |                      |
| 1969 | Doli                    | Asha              |                      |
| 1969 | Anmol Moti              | Manisha           |                      |
| 1969 | Anjaana                 | Rachna Malhotra   |                      |
| 1970 | Kab? Kyoon? Aur Kahan?  | Asha Prasad       |                      |
| 1970 | Pehchan                 | Barkha            |                      |
| 1971 | Kal Aaj Aur Kal         | Monica            |                      |
| 1971 | Bikhare Moti            | Indrani           |                      |
| 1971 | Banphool                | Gulabi            |                      |
| 1972 | Jeet                    | Koyli/ Rasili     |                      |
| 1972 | Ek Hasina Do Diwane     | Neeta             |                      |
| 1973 | Sone Ke Hath            | Pooja             |                      |
| 1980 | Kala Pani               |                   | danseres begintitels |
| 1982 | Don Baika Phajeeti Aika |                   | Marathi film         |
| 1983 | Tarzan Sundari          |                   | Telugu film          |
| 1989 | Machalti Jawani         |                   |                      |
| 1991 | Pyasi Dilruba           |                   |                      |